# Shaker Maker

Logo der 1970er-Jahre

Shaker Maker ist ein Spielzeug zur Herstellung von Figuren. Dazu wird in einem Shaker ein Pulver mit Wasser vermengt und in eine in den Shaker eingesetzte Form gegossen. Durch schnelle Polymerisation wird die Mischung puddingartig und trocknet in einigen Tagen aus.
Shaker Maker wurde am Anfang der 1970er Jahre von der Firma Ideal Toy Company entwickelt. Es war vor allem in den USA und einigen Ländern in Europa bis in die 1980er Jahre populär. In den 1990er und 2000er Jahren wurde es zweimal von je einem anderen Hersteller produziert, hatte aber nicht mehr den gleichen Erfolg wie die ursprüngliche Produktlinie.

## Spielprinzip

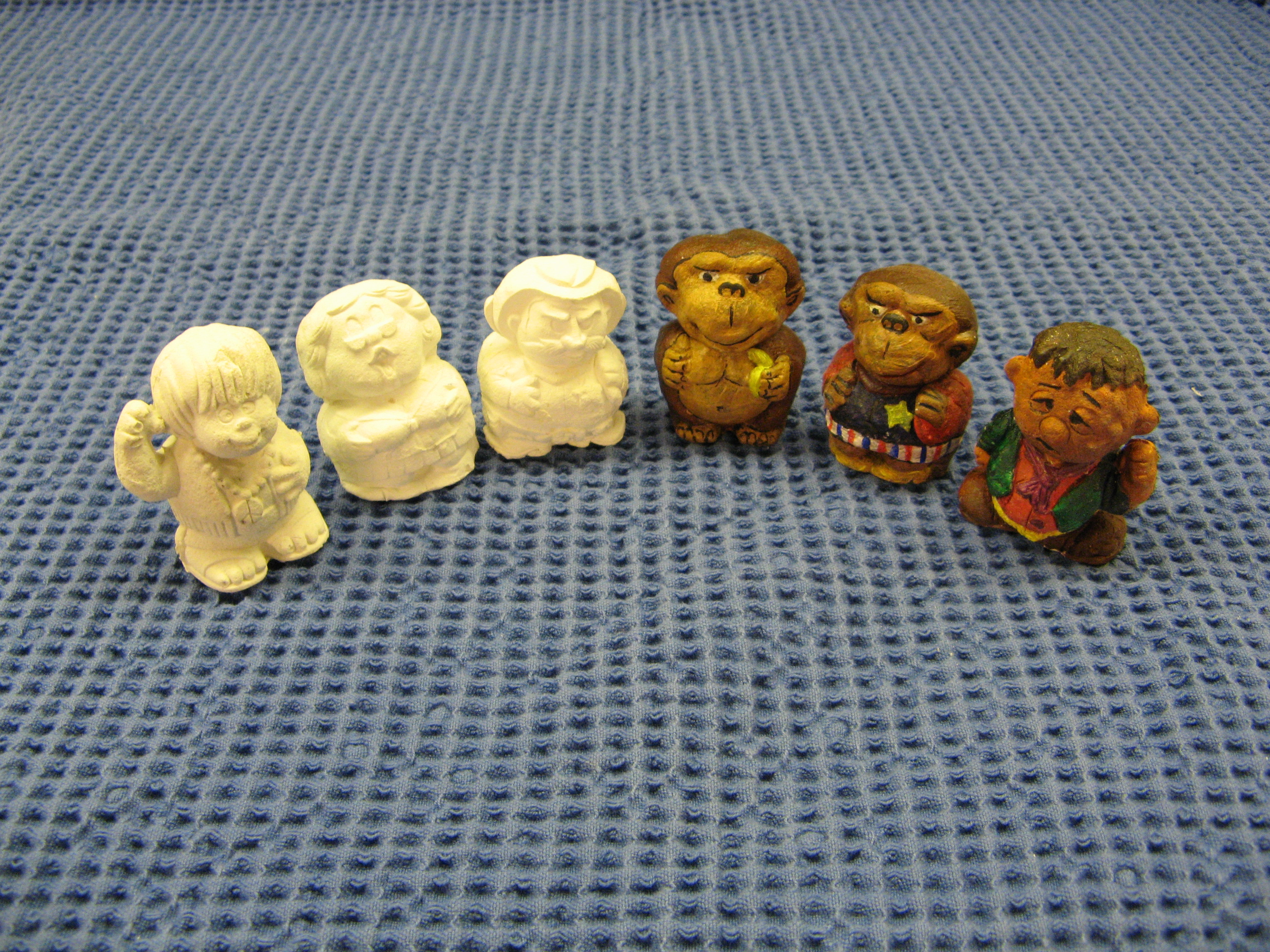
Unbemalte und bemalte Figuren

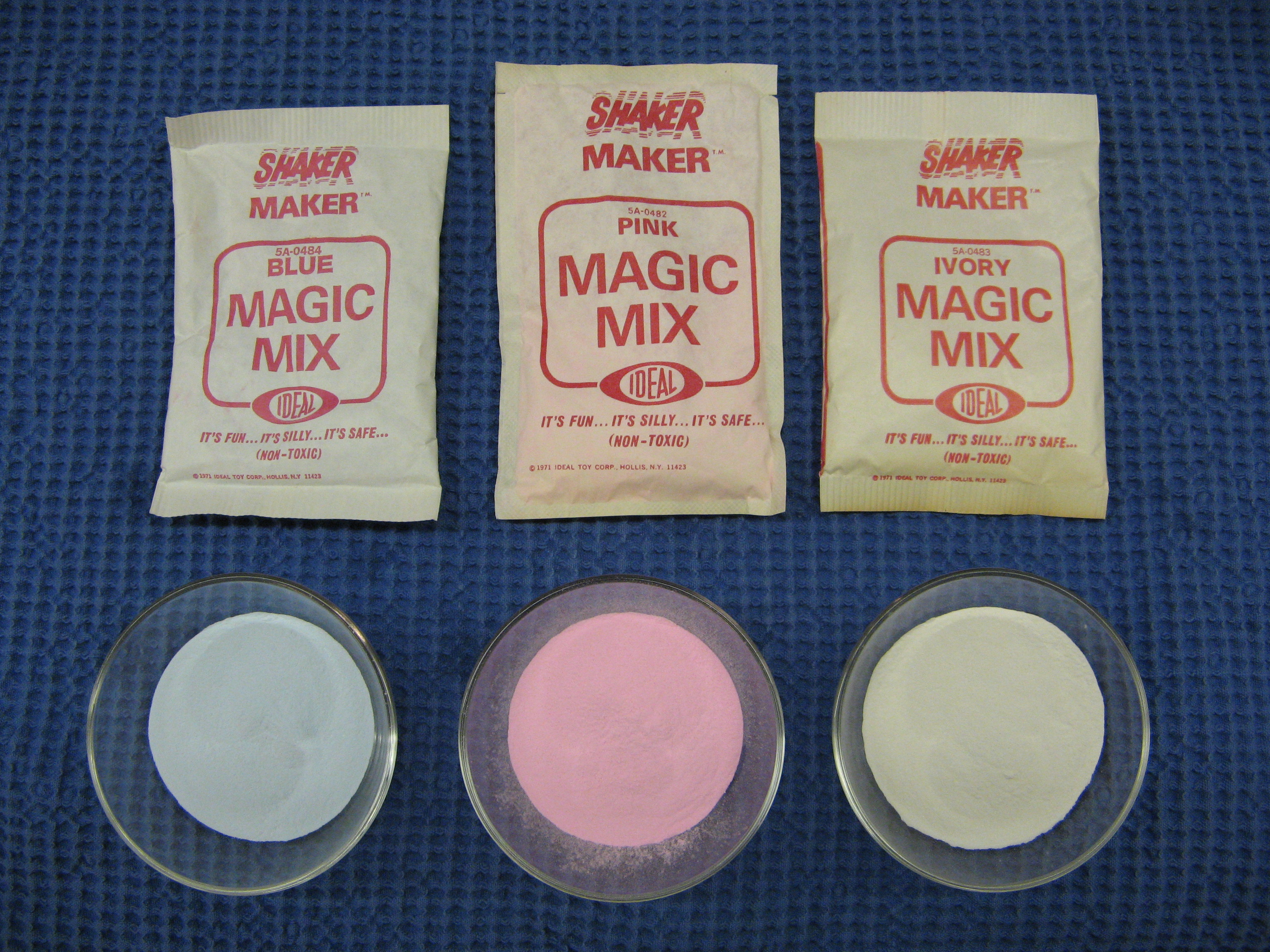
Magic Mix in blau, rot und elfenbein

Es handelt sich dabei um ein Spielzeug ab vier Jahren. Es wurde für das einfache Herstellen von Figuren konzipiert. Das Grundelement ist ein Puder, welches in Wasser eingerührt sehr schnell polymerisiert und deshalb innerhalb weniger Sekunden in eine konsistente Masse übergeht. Getrocknet wird die Masse dann hart aber sehr leicht. Dieses Puder wird als Magic Mix verkauft und man kann es in einem speziell ausgestatteten Schüttelbecher mit Wasser verbinden und die Masse dann in vorgegebene Gussformen gießen. Das ganze Prozedere dauert nicht länger als fünf bis zehn Minuten. Die Figuren müssen anschließend mehrere Tage getrocknet werden während sie sich um etwa 50 % verkleinern. Danach können sie bemalt oder zusätzlich ausstaffiert werden.

## Geschichte
Das Spielzeug entwickelte sich wahrscheinlich aus einem älteren Spielzeug aus den 1950er Jahren, das Witch Dr. Head Shrinkers Kit (übersetzt: Hexen-Doktors Schrumpfkopf-Kit) hieß und von der 1922 gegründeten Firma Pressman Toy Corporation produziert wurde. Das Spielprinzip war identisch. Ein Pulver wurde mit Wasser angerührt und in eine Form (für Köpfe) gegossen. Die Köpfe konnten anschließend bemalt und mit Haaren ausstaffiert werden und schrumpften dann in den nächsten 48 Stunden.
Der erste Shaker Maker wurde von der Firma Ideal Toy Company herausgebracht. Die Firma hieß vor 1932 Ideal Novelty and Toy Company und wurde von Morris Michtom 1907 in New York gegründet. Er war der Erfinder des Teddybärs. 1982 wurde die Firma an die CBS Toy Company verkauft.
In den frühen 1990er Jahren wurde das Spielzeug wieder von der Firma Toymax kurzzeitig produziert.
Seit 2003 vertreibt die kanadische Firma Spin Master Shaker Maker in überarbeiteter Form auf dem kanadischen und US-amerikanischen Markt.

## Spielmaterial
Zur Ausstattung gehören mehrere Gussformen. Des Weiteren sind ein Becher für das Anrühren des Magic Mix und ein Schüttelbecher, der über die Gussformen gestülpt wird enthalten. Ebenso in der Packung aufzufinden sind Abtropfwannen für die Figuren während des Trocknens, wie auch diverses Zubehör (z. B. Kunsthaare, Federn oder Plastikteile) für die Charaktere, die noch in die frische Figur hineingesteckt oder nach dem Trocknen angeklebt werden können. Für das Bemalen ist ein Pinsel und Farbe beigelegt. Ebenso gehören bis zu neun Päckchen mit Magic Mix dazu, welche früher in drei Farben (elfenbein, rot und blau) zusätzlich erworben werden konnten. Heute gibt es den Magic Mix bei Spin Master vor allem in weiß und blau. Der Magic Mix ist nur beschränkt haltbar. Da das Pulver nicht vakuumverpackt ist, reagiert es mit Feuchtigkeit in der Luft und wird so nach einiger Zeit inaktiv.

## Spielanleitung
1. Kaltes Wasser muss bis an den vorgegebenen Rand gefüllt werden.
2. Den „Magic Mix“ in das Wasser schütten.
3. Die Formen über dem Wasserbehälter zusammensetzen.
4. Den Becher überstülpen und achtzehn Mal stark schütteln.
5. Den Becher umdrehen und fünf bis zehn Minuten stehen lassen.
6. Den Becher entfernen.
7. Die obere Form vorsichtig lösen. Anschließend die untere Form vorsichtig lösen und die Figur vom restlichen Material loslösen.
8. Mehrere Tage auf die Abtropfwanne stellen. Die Figur schrumpft in dieser Zeit etwa 50 %.

## Ausgaben

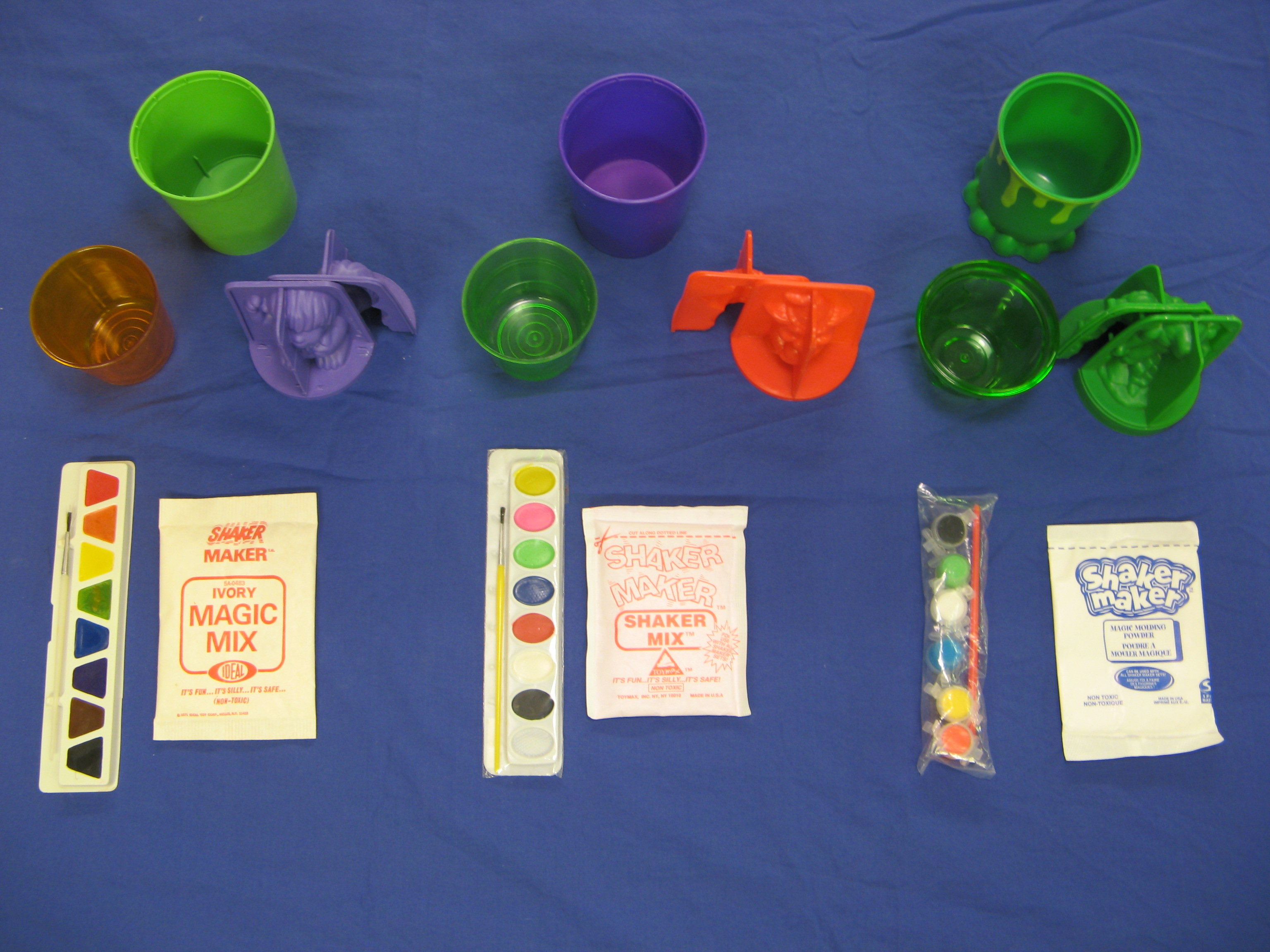
V. l. n. r.: Ideal, Toymax, Spin Master

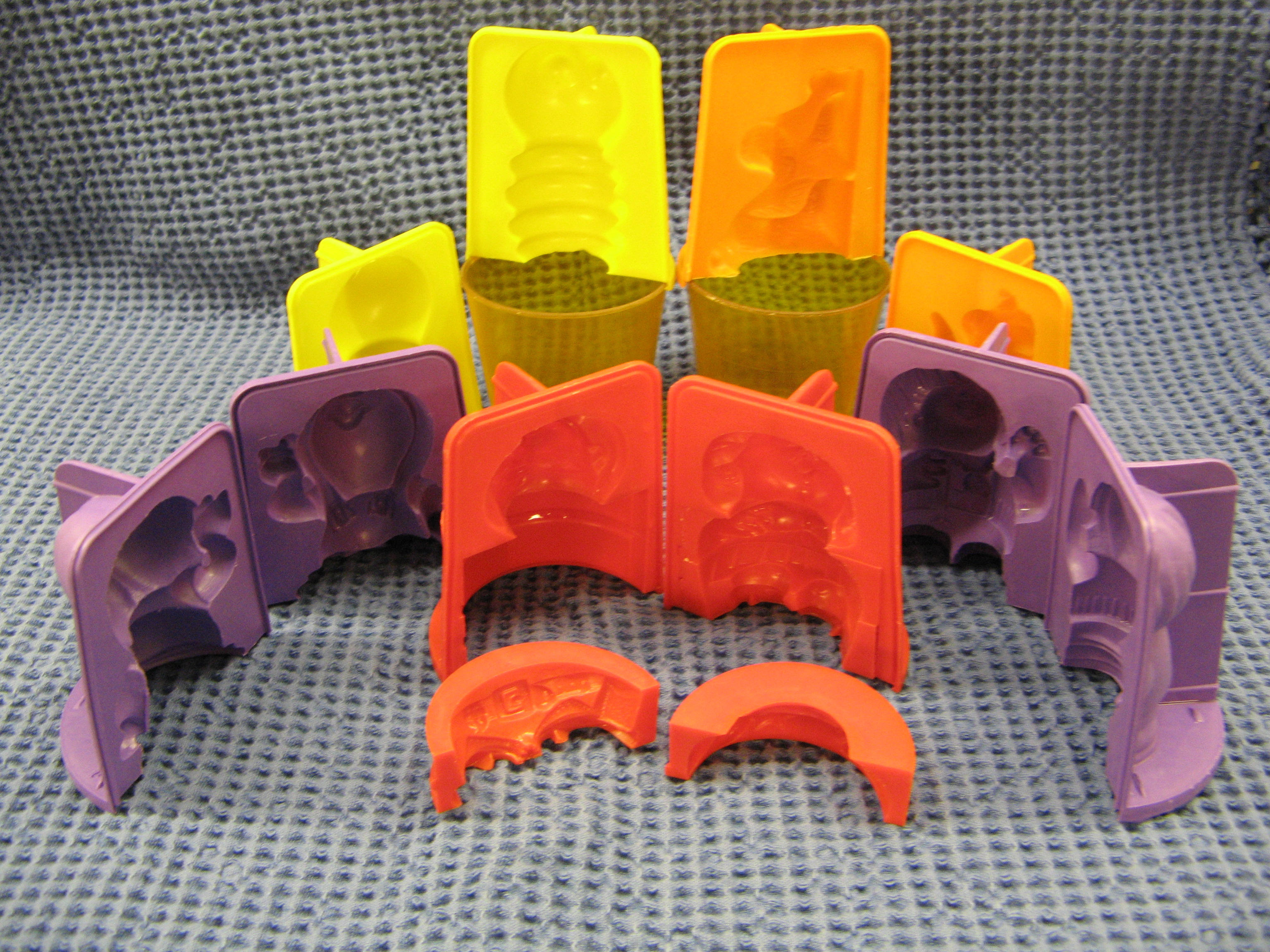
Diverse Gussformen von Ideal

Hier eine Übersicht der Shaker-Maker-Sets der drei Firmen. Die Sets (Gussformen, Einstreubecher, Schüttelbecher) von Ideal und Toymax sind kompatibel. Spin Master änderte das Design, womit die Gussformen, Einstreubecher und der Schüttelbecher nicht mehr mit den Sets der beiden anderen Hersteller kompatibel sind.

### Ideal
- People Series No. 1 (1971): Demonstrierende Hippies
- Disney-Charaktere (1972): Micky Maus, Donald Duck und Pluto
- Familie-Feuerstein-Charaktere (1973)
- Switchables (1973): Verschiedene kombinierbare Formen
- Bat-Man Playset
- Die-Wombels-Charaktere

### Toymax
- Trolls
- Monsters

### Spin Master
- Spider-Man
- Hulk
- Disney’s Prinzessinnen
- Dinosaurier
- Scooby-Doo-Charaktere

## Varia
Die Band Oasis komponierte einen Song mit dem Namen Shakermaker. Der Name wurde inspiriert durch ein Shaker-Maker-Set, welches Noel Gallagher in seiner Kindheit hatte.